# Csúszda (technika)
A csúszda a gravitációs erőt hasznosító egyszerű gépek egyik válfaja, anyagmozgató berendezés, amelynek vályúszerűen kiképzett, fa-, fém- vagy műanyag pályáján a szállított anyag saját helyzeti energiájánál fogva magasabb szintről alacsonyabbra jut.
A csúszda lejtésszögét a szállított anyag és a csúszdapálya anyaga közötti súrlódási tényező figyelembevételével kell meghatározni úgy, hogy a teher végigcsússzon a pályán, de ne is lépje túl az anyag épségét biztosító optimális sebességet. Ebből a szempontból különösen fontos a csúszda anyagának megválasztása, annak súrlódási tényezője ugyanis a használattal, a pályafelület kopásával párhuzamosan számottevően változhat. A rendelkezésre álló munkaterület, az áthidalandó szintkülönbség és az optimális lejtésszög együtt határozzák meg a csúszdapálya szerkezeti kialakítását, amely lehet egyenes vagy ívelt síkcsúszda, illetve spirális alakú csigacsúszda. Ez utóbbi kialakítására különösen nagy szintkülönbség esetében kerül sor, így a fellépő centrifugális erő is csökkenti a csúszási sebességet. A csúszdapályák keresztmetszete többnyire négyszög vagy félkör alakú. Ömlesztett anyagok mozgatására használt változata a magasabb oldalfalú surrantó, poros anyagok szállításakor pedig gyakori a zárt csúszdapálya.
Alkalmazása a könnyűipari ágazatokban (pl. élelmiszeripar, építőipar) és a szállítmányozásban jelentős. Hasonlóképpen a gravitációs erő, illetve a lejtő elvén működő, de kialakításukban eltérő anyagmozgató berendezések a csúszórámpa és az ejtőcső.